# Іранська міфологія

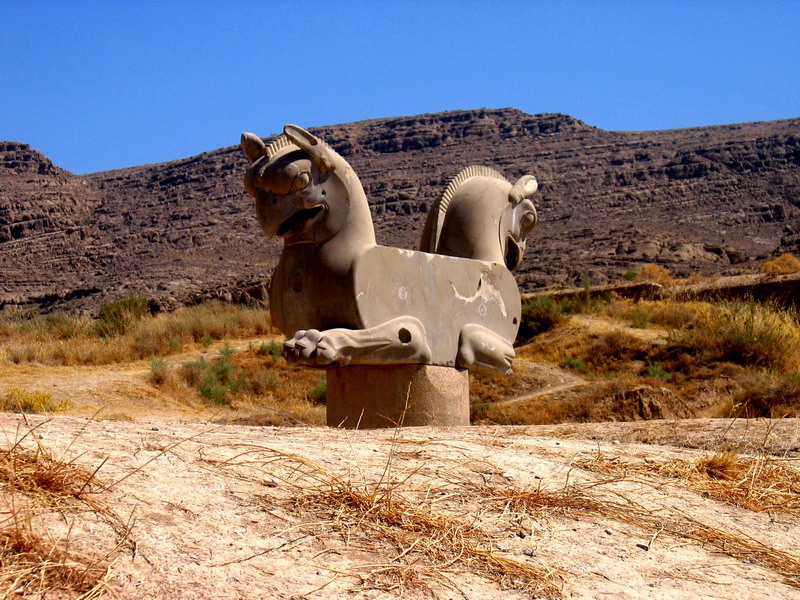
Статуя Хоми у Персеполі

Іранська міфологія — міфологія древнього Великого Ірану. Початковий етап формування іранської міфології відноситься до епохи індоіранської спільності (ІІ - перша половина I тисячоліття до н. е.) .
Ключовий текст міфології - "Шах-наме" поета Фірдоусі, написаний на рубежі X-XI століть. Робота Фірдоусі значною мірою спирається, із зазначенням авторства, на історії та персонажів зороастризму не тільки з Авести, але і з пізніших текстів, таких як Бундахішн та Денкард.
Головним джерелом для реконструкції іранської міфології є «Авеста» .
Міфологія Ірану та Персії близька до ведичної міфології Індії (близько 1000 до н. е.). Вона походить від загальної індоєвропейської основи. Багато імен древнього пласта міфології Ірану має спільне коріння серед імен ведичних гімнів. Наприклад, Йима, який згодом став перським Джамшид - ведичний бог Йама (божество мертвих). Історія Джамшида - одна з найбільш закінчених легенд міфології Стародавнього Ірану.
Іранська та ведійська міфології мають безліч спільних сюжетів: верховне семибожжя; боротьба за владу у Всесвіті двох споріднених, але ворогуючих між собою груп богів; бій героїв із драконами; скидання на землю небесних вод; дві посмертні дороги душі; чудовий міст у потойбічний світ та ін. Мітра, Апам-Напат, давньоіранський Хаома та ведійський Сома; дракон (Ажі Дахака у іранців, Ахі Будхнья у «Ведах»), та ін.
Єврейська міфологія, представлена в «Хаггаді», споріднена з перською.